# Oddoniodendron micranthum
Oddoniodendron micranthum là một loài thực vật có hoa trong họ Đậu. Loài này được (Harms) Baker f. miêu tả khoa học đầu tiên.